# Desastres de la Guerra

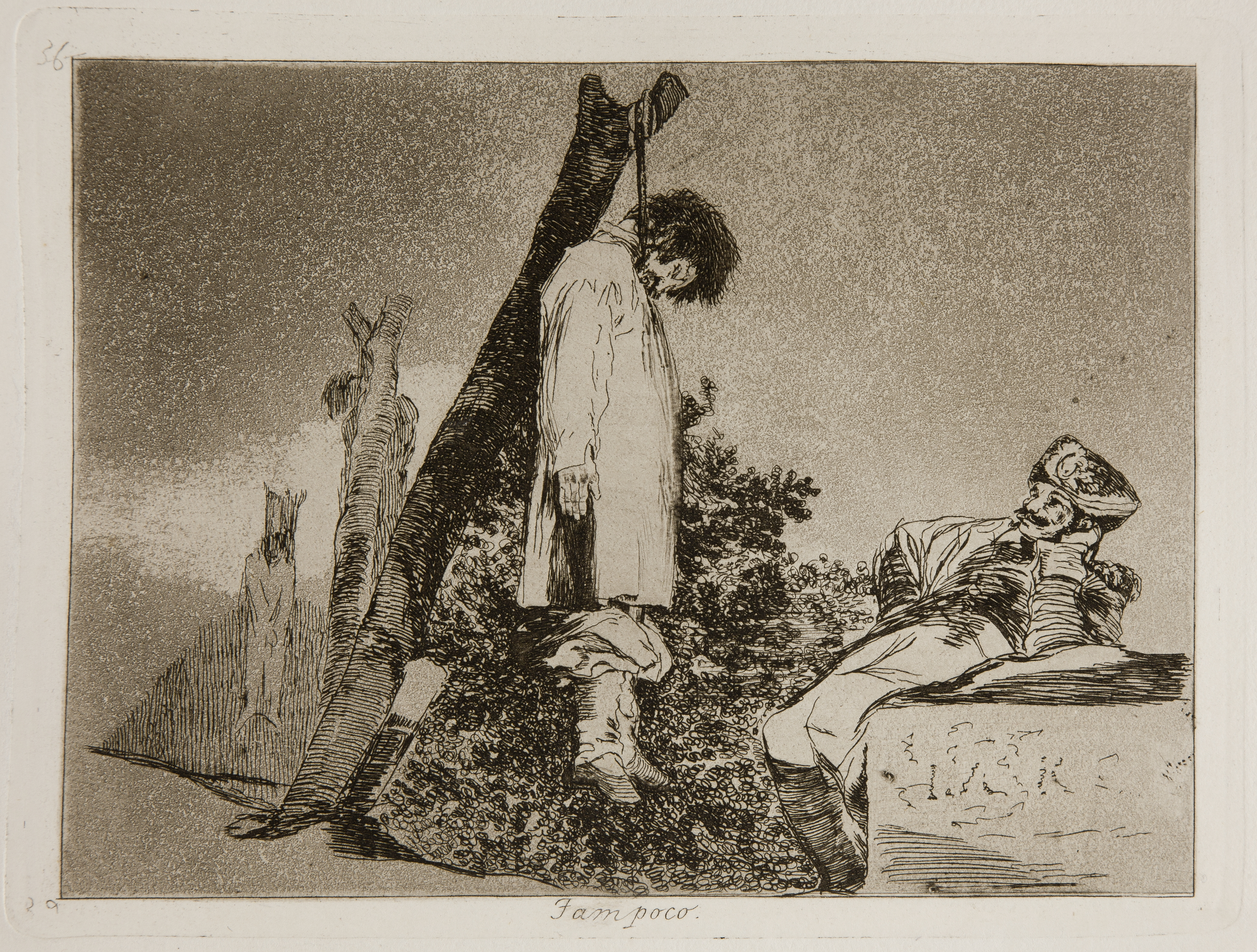
Desastres de la guerra, Blatt 36

Los desastres de la guerra oder Die Schrecken des Krieges ist eine Folge von 82 Grafiken des spanischen Malers Francisco de Goya, die in den Jahren 1810 bis 1814 entstand. Die Aquatinta-Radierungen schildern die Gräueltaten der Soldaten Napoleons im Kampf mit der aufständischen spanischen Bevölkerung gegen die französische Besatzung.

## Beschreibung

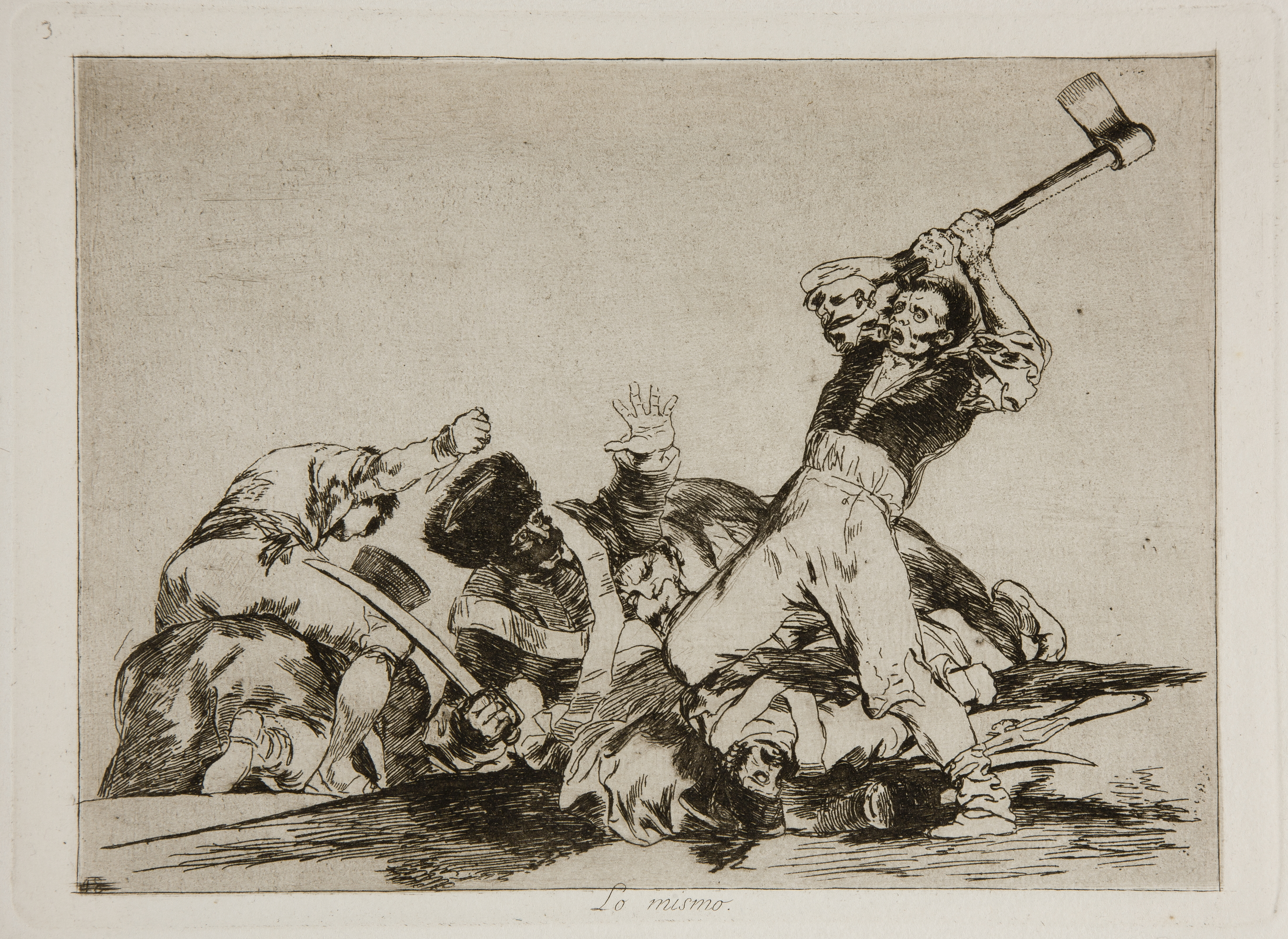
Desastres de la guerra, Blatt 3

Die Bilder zeigen Verbrechen gegen die Menschlichkeit auf beiden Seiten, Vergewaltigungen, Erschießungen, Massakrierungen, Leichenberge, Halbtote. Der Klerus wird als Kriegstreiber gekennzeichnet.

## Interpretation
Der Zeichner und Radierer Jacques Callot, der 1633 die Invasion Lothringens durch Kardinal Richelieus Truppen in einer Serie von 18 Radierungen unter dem Titel Les misères de la guerre (Die Kriegsgräuel) veröffentlichte, hatte in kommentierenden Texten Stellung zum dargestellten Geschehen bezogen. Goya verzichtete auf Kommentare.

## Rezeption

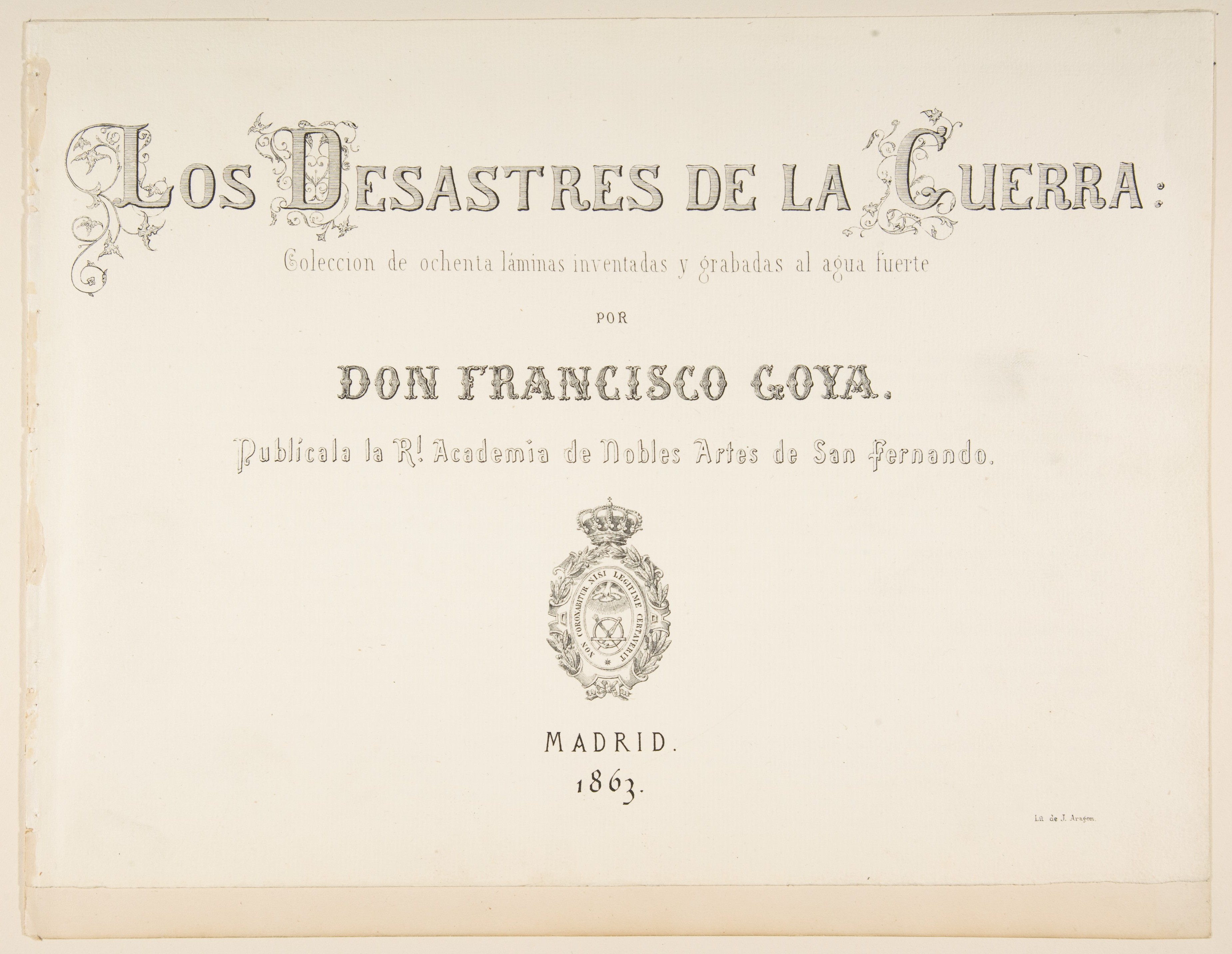
Erstausgabe (1863)

Zu Goyas Lebzeiten wurden die Radierungen nicht veröffentlicht. Die erste Auflage erschien erst 1863 (Hrsg. Real Academia de Bellas Artes de San Fernando), weitere folgten 1892, 1903 und 1906.
1983 komponierte Michael Denhoff ein Orchesterwerk gleichnamigen Titels, das sich auf sieben Bilder dieses graphischen Zyklus von Goya bezieht.
In Anlehnung an das Werk Goyas entstand für das spanische Fernsehen ebenfalls 1983 eine gleichnamige, sechsteilige Serie über den Krieg zwischen den Truppen Napoleons und den Spaniern.